# Cubelles (Haute-Loire)
Cubelles ist eine französische Gemeinde mit 153 Einwohnern (Stand 1. Januar 2022) im Département Haute-Loire in der Region Auvergne-Rhône-Alpes (vor 2016 Auvergne). Sie gehört zum Arrondissement Brioude und zum Kanton Gorges de l’Allier-Gévaudan.

## Geographie
Cubelles liegt etwa 28 Kilometer westsüdwestlich von Le Puy-en-Velay. Das Gemeindegebiet wird vom Fluss Seuge durchquert. 
Nachbargemeinden von Cubelles sind Charraix im Norden, Prades im Nordosten, Monistrol-d’Allier im Osten und Südosten, Saugues im Süden und Südosten sowie Venteuges im Westen und Südwesten.

## Bevölkerungsentwicklung
| Jahr                       | 1962 | 1968 | 1975 | 1982 | 1990 | 1999 | 2006 | 2017 |
| -------------------------- | ---- | ---- | ---- | ---- | ---- | ---- | ---- | ---- |
| Einwohner                  | 203  | 195  | 174  | 155  | 131  | 126  | 125  | 152  |
| Quellen: Cassini und INSEE |      |      |      |      |      |      |      |      |

## Sehenswürdigkeiten
- Kirche mit romanischem Portal